# Studenec, Sevnica
Studenec este o localitate din comuna Sevnica, Slovenia, cu o populație de 196 de locuitori.